# Raffaele Chianese
Raffaele Chianese (Calvizzano, 14 marzo 1910 – Cividale del Friuli, 6 luglio 2010) è stato un aviatore italiano.

## Biografia

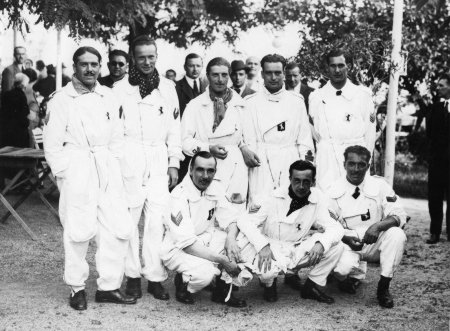
Raffaele Chianese all'estero per un'esibizione acrobatica (Ungheria)

Nacque a Calvizzano, cittadina alle porte di Napoli, il 14 marzo del 1910, da una famiglia di contadini. Attratto dal mondo dell'aviazione, in giovanissima età riuscì ad entrare come volontario nella Regia Aeronautica falsificando la firma del padre sulla domanda di ammissione. Frequentò il Corso Sottufficiali, volando sugli aeroporti di Capua e del Littorio a bordo dei velivoli Breda A.4 e Fiat AS.1. Al termine del Corso Allievi Piloti presso la 2ª Squadriglia allenamento di Ghedi fu destinato a prestare servizio presso il 1º Stormo Caccia Terrestre di Campoformido, equipaggiato con velivoli Fiat C.R.20bis.
Con il grado di sergente pilota, nel settembre 1931 fu trasferito a Gorizia, con un primo gruppo di 64 piloti, per entrare a far parte del neocostituito 4º Stormo Caccia Terrestre, distinguendosi subito per la sua eccezionale abilità di pilota acrobatico. Da quel momento, in seno alla 91ª Squadriglia Baracca eseguirà voli in pattuglia, di addestramento, e di trasferimento, avendo l'onore, qualche anno dopo, di accompagnare in volo il nuovo comandante dello Stormo, il colonnello Amedeo di Savoia duca d'Aosta.
Il 14 giugno 1936 partecipò, insieme ad una pattuglia del 4º Stormo, alla Giornata dell'Ala ungherese, tenutasi sul campo d'aviazione di Matyasfold, in Ungheria. Nell'agosto dello stesso anno partì volontario per la guerra di Spagna, partecipando a numerose missioni belliche volando a bordo dei caccia Fiat C.R.32. Inquadrato nella 2ª Squadriglia Caccia dell'Aviazione Legionaria, basata sull'aeroporto di Tablada, operò a fianco di celebri piloti tra cui il sottotenente Adriano Mantelli, e i sergenti Gianlino Baschirotto e Bruno di Montegnacco L'11 settembre abbatté in collaborazione con il pilota spagnolo Joaquín García-Morato, un caccia Nieuport-Delage NiD-52 nei pressi di Talavera de la Reina.
Cinque giorni dopo distrusse un caccia Dewoitine D.372 pilotato da Briton Keith Lindsay, e alcuni giorni dopo un velivolo civile Miles M-2 che stava effettuando una missione di ricognizione. Il 30 novembre, a causa di un incidente, cadde in territorio controllato dai repubblicani venendo catturato, e scampando alla pena di morte in vista di un probabile scambio di prigionieri. Rimase in mano ai repubblicani per circa otto mesi, liberato nel luglio 1937 in cambio del goriziano di etnia slovena, Giuseppe Krizaj, suo vecchio compagno di corso, che militava nella Fuerzas Aéreas de la República Española. Nello stesso scambio rientrò anche l'asso Giuseppe Cenni (MOVM).
Al rientro dalla terra iberica entrò a far parte delle Pattuglie Acrobatiche, costituite in seno al 4º Stormo, che si esibirono in giro per l'Europa negli anni antecedenti l'inizio della seconda guerra mondiale.
L'8 maggio 1938 prese parte alla "Rivista H", tenutasi sull'aeroporto del Littorio in onore della visita di Adolf Hitler in Italia.
Nel dicembre 1939 convolò a giuste nozze con la signorina Beatrice Pian, da cui ebbe un figlio, Fulvio.
Con l'entrata in guerra del Regno d'Italia, il 10 giugno 1940, andò a prestare servizio in Africa settentrionale con il 4º Stormo, volando a bordo dei caccia Fiat C.R.42 Falco e Aermacchi C.200 Saetta. A Tobruk fu testimone dell'abbattimento dell'aereo pilotato dal Maresciallo d'Italia Italo Balbo ad opera del fuoco amico della contraerea italiana. Rientrato in Italia dopo poco tempo fu destinato, in qualità di istruttore, alla Scuola Caccia di stanza a Gorizia, rimanendovi fino all'armistizio dell'8 settembre 1943.
Aderendo al proclama emanato dal colonnello Ernesto Botto aderì alla Repubblica Sociale Italiana entrando a far parte della neocostituita Aeronautica Nazionale Repubblicana, rimanendo a Gorizia in qualità di istruttore.
Al termine del conflitto venne messo in licenza speciale in attesa di reimpiego, dedicandosi al commercio del vino.
Verso la fine degli anni quaranta del XX secolo la ricostituita Aeronautica Militare, dovendo potenziare i propri organici, necessitava di esperti piloti istruttori, e nel 1951 fu richiamato in servizio, destinato alla Scuola di 2º periodo di Brindisi ed a quella di 3º periodo di Lecce volando a bordo dei caccia Fiat G.59 e North American P-51 Mustang, e degli addestratori North American T-6 Texan.
Dopo il congedo, nel 1957 fu chiamato da Furio Lauri come primo istruttore dell'aero club Falco costituito da quest'ultimo nell'ambito delle attività della società Meteor. Nel 1963 rientrò nuovamente a Gorizia dove operavano il locale Aeroclub e l'Aero Club di Trieste, ma al compimento dei 60 anni (età limite per un pilota istruttore) venne messo definitivamente a terra.
Si spense presso l'Ospedale civile di Cividale, all'età di cento anni, il 6 luglio 2010.

## Pubblicazioni
- Primo e Ultimo. Diario di un pilota del 4º Stormo, Associazione Culturale 4º Stormo, Gorizia, 2010.

### Annotazioni
1. ↑  Considerato all'epoca una vera e propria Università del volo dove le doti di ogni pilota venivano valutate prima di entravi a far parte.
2. ↑  Leggendari divennero nell'ambito del 4º Stormo il suo volo "a coltello" e i suoi passaggi sotto ai ponti sull'Isonzo.
3. ↑  Fu uno dei primi nove piloti a giungere a Vigo, in Spagna, al comando del tenente Dante Oliviero, un sardo di Iglesias. Ne facevano parte i sottotenenti Giorgio Franceschi e Adriano Mantelli, ed i sergenti Gianlino Baschirotto, Achille Buffali, Raul Galli, Bruno di Montegnacco e Giovanni Vivarelli.
4. ↑  Di ciò egli ricordava: ci viene detto che si offre volontario per una missione speciale in un paese straniero deve fare un passo avanti. Faccio un passo avanti e con me diversi colleghi fanno altrettanto.
5. ↑  Asso dell'Aviazione Legionaria, insignito di Medaglia d'oro al valor militare.
6. ↑  Tra gli altri piloti scambiati con lui vi era l'italo-statunitense Vincenzo Patriarca, scampato alla fucilazione per via del suo passaporto statunitense.
7. ↑  Divenuto poi Comandante  di velivoli a lungo raggio McDonnell Douglas MD-11 della compagnia di bandiera Alitalia.
8. ↑  Presso la Scuola Caccia ebbe modo di volare a bordo dei monoplani da caccia Fiat G.50 Saetta.
9. ↑  Secondo la testimonianza di Chianese quelli rimasti si contavano sulle dita di una mano.
10. ↑  Qui ebbe modo di incontrare colleghi i cui nomi fanno parte della storia dell'aeronautica militare: Pezzè, Avvico, Zoppoli, Mascellani, Baron, Sansone, Squarcina (comandante della prima Pattuglia acrobatica dei Diavoli Rossi e padre della Pattuglia Acrobatica Frecce Tricolori costituita ai suoi ordini nel 1961).
11. ↑  Di cui divenne presidente fino al 1970, quando gli successe l'asso Luigi Baron.

### Fonti
1. 1 2 3 4 5 6 7 8 9  Casadio 2001, p. 7.
2. ↑  Logoluso 2013, p. 57.
3. 1 2 3 4 5  Logoluso 2013, p. 11.
4. ↑  Bonomi 1941, p. 131.
5. ↑  Logoluso 2013, p. 16.
6. ↑  Bonomi 1941, p. 137, da quella stessa missione non fece ritorno il tenente Franceschi.
7. 1 2 3 4 5 6 7  Logoluso 2013, p. 17.
8. ↑  Pesce 2002, pp. 56-58.